# Jozef Iľko
Jozef Iľko (* 28. února 1939 Lastovce) je slovenský meteorolog.

## Životopis
Jozef Iľko se narodil 28. února 1939 v obci Lastovce, v okrese Trebišov, v šestičlenné rodině. V roce 1961 ukončil vysokoškolské vzdělání na Přírodovědecké fakultě Univerzity Komenského v Bratislavě a získal titul RNDr. Titul kandidáta věd získal na Karlově univerzitě v Praze. Pracoval v Hydrometeorologickém ústavu v Bratislavě, později také jako vedoucí Meteorologické služebny letiště Sliač. V letech 1982 až 1987 zastupoval Československo v pracovní skupině Světové meteorologické organizace v Ženevě.
Je autorem mnoha vědeckých článků a literatury (např. Minilexikón meteorológie z roku 1990). Věnuje se předpovědím počasí ve spolupráci s masmédii (hlavně Slovenský rozhlas a TV Markíza).
Od roku 1994 je vdovec. Má dvě dcery, starší pracuje v počítačové firmě, mladší Katarína Rašlová je lékařkou.